# Turricaspia
Turricaspia is een geslacht van weekdieren uit de klasse van de Gastropoda (slakken).

## Soorten
- Turricaspia aberrans (Andrusov, 1890) †
- Turricaspia andrussowi (B. Dybowski & Grochmalicki, 1915)
- Turricaspia astrachanica (Pirogov, 1971)
- Turricaspia bogatscheviana (Logvinenko & Starobogatov, 1968)
- Turricaspia bogensis (Dubois in Küster, 1852)
- Turricaspia boltovskoji (Golikov & Starobogatov, 1966)
- Turricaspia borceana (Golikov & Starobogatov, 1966)
- Turricaspia bosphorana (Andrusov, 1890) †
- Turricaspia carinata (Andrusov, 1890) †
- Turricaspia caspia (Eichwald, 1838)
- Turricaspia chersonica Alexenko & Starobogatov, 1987
- Turricaspia conus (Eichwald, 1838)
- Turricaspia crimeana (Golikov & Starobogatov, 1966)
- Turricaspia dacica Pană, 2005 †
- Turricaspia dagestanica (Logvinenko & Starobogatov, 1968)
- Turricaspia danubiensis Roshka, 1973 †
- Turricaspia derbentina (Logvinenko & Starobogatov, 1968)
- Turricaspia eburnea (Logvinenko & Starobogatov, 1968)
- Turricaspia elegantula (Clessin & W. Dybowski in W. Dybowski, 1888)
- Turricaspia emiliae Pană, 2005 †
- Turricaspia iljinae (Golikov & Starobogatov, 1966)
- Turricaspia incerta Roshka, 1973 †
- Turricaspia incomparabilis Anistratenko & Gozhik, 1995 †
- Turricaspia intermedia (Andrusov, 1902) †
- Turricaspia ismailensis (Golikov & Starobogatov, 1966)
- Turricaspia korobkovi Roshka, 1973 †
- Turricaspia lyrata (B. Dybowski & J. Grochmalicki, 1915)
- Turricaspia malandzii Anistratenko & Gozhik, 1995 †
- Turricaspia martensii (Clessin & W. Dybowski in W. Dybowski, 1888)
- Turricaspia meneghiniana (Issel, 1865)
- Turricaspia minuta Roshka, 1973 †
- Turricaspia moquiana Auteur(s) onbekend †
- Turricaspia nevesskae (Golikov & Starobogatov, 1966)
- Turricaspia ovum Logvinenko & Starobogatov, 1968
- Turricaspia parvinucleata Roshka, 1973 †
- Turricaspia polejaevi (Andrusov, 1902) †
- Turricaspia pseudoazovica Anistratenko & Gozhik, 1995 †
- Turricaspia pullula (B. Dybowski & Grochmalicki, 1915)
- Turricaspia raffii Anistratenko in Anistratenko & Gozhik, 1995 †
- Turricaspia sajenkovae (Logvinenko & Starobogatov, 1968)
- Turricaspia seninskii Anistratenko & Gozhik, 1995 †
- Turricaspia sinzowii (Andrusov, 1890) †
- Turricaspia spasskii (Logvinenko & Starobogatov, 1968)
- Turricaspia spica (Eichwald, 1855)
- Turricaspia starobogatovi Roshka, 1973 †
- Turricaspia subeichwaldi Anistratenko & Gozhik, 1995 †
- Turricaspia triton (Eichwald, 1838)
- Turricaspia trivialis (Logvinenko & Starobogatov, 1968)
- Turricaspia turricula (Clessin & W. Dybowski in W. Dybowski, 1888)
- Turricaspia turritissima (Andrusov, 1890) †
- Turricaspia utvensis (Andrusov, 1902) †
- Turricaspia variabilis (Eichwald, 1838)
- Turricaspia vexatilis (Andrusov, 1902) †
- Turricaspia vinogradovi (Logvinenko & Staroboatov, 1968)
- Turricaspia wenzi Roshka, 1973 †